# Urh Kastelic
Urh Kastelic, slovenski rokometaš, * 27. februar 1996, Brežice. 
Kastelic je rokometni vratar. 

## Igralna kariera

### Klub
Najprej je branil v Krškem, kjer je s štirinajstimi leti prvič zaigral v članski ekipi, nato pa še kot kadet prestopil v Celje. Med letoma 2012 in 2015 je bil v klubu Celje Pivovarna Laško. V Celju je leta 2012 tudi že debitiral v rokometni Ligi Prvakov. Sezono 2013/14 je v članski konkurenci nastopal za  RD Slovan Ljubljana, kjer je z vidnimi predstavami prvič resno opozoril nase. Po sezoni se je kompletno vrnil v Celjsko člansko ekipo od koder je od začetka leta 2015 prestopil in branil za mariborski Branik kamor so ga poslali iz Celja, da si nabere izkušenj. Novembra 2015 je z njimi nastopil v pokalu EHF. Med Leti 2012 in 2015 je nenehno branil tudi barve rokometne kluba Celja Pivovarna Laško v kadetskih in mladinskih ekipah s katerimi je osvojil več naslovov državnega prvaka. 
Februarja 2017, tik pred 21. rojstnim dnem, se je preselil v vrata madžarskega kluba Pick Szeged. Tam se je pridružil še trem slovenskim legionarjem, ki so tam že od prej, Mateju Gabru, Stašu Skubetu in Mariu Šoštariču.
Poleti 2017 je prestopil v Rokometni klub PPD Zagreb, s katerim nastopa v SEHA liga in rokometni Liga prvakov.
Z sezono 2019/20 se seli v najmočnejšo rokometno ligo na svetu v nemško Bundesligo k Frisch auf Göppingen, kjer je igral 3 sezone. Z sezono 2022/23 okrepi drugega nemškega bundesligaša TBV LEMGO LIPPE.

### Reprezentanca

#### Mlajši kadeti
Leta 2013 je nastopil na Evropskih igrah mladih European youth olympic games, kjer je po zmagi nad Norveško v finalu kjer je zbral kar 28 obramb, skupaj z Blažem Jancem, Galom Margučem, Jako Malusom, Aleksom Kavčičem in ostalimi osvojil zlato medaljo na EYOF 2013 v Uttrechtu.

#### Kadeti
Leta 2014 je bil v postavi slovenske kadetske reprezentance, ki je na Olimpijskih igrah za mlade na kitajskem osvojila zlato medaljo. V polfinalni tekmi proti Norveški je pri zmagi z zadetkom razlike prispeval kar 20 obramb, v finalni tekmi je za zmago proti Egiptu prispeval enajst obramb ter tri ubranjene sedemmetrovke in s tem pomembno pripomogel k velikemu uspehu.

#### Mladinci
Leta 2015 je branil za mladinsko selekcijo Slovenije v starostni skupini do 19 let, ki je na Svetovnem prvenstvu v Rusiji osvojila drugo mesto in domov odnesel srebrno medaljo. Na tem prvenstvu je zbral skupno kar 114 obramb, največ med vsemi vratarji.

#### Člani
Prvo veliko tekmovanje katerega se je udeležil, je Svetovno prvenstvo 2017, na katerega je odpotoval kot tretji reprezentančni vratar, z namenom da si kot mladi up nabere izkušenj za kasnejša leta. Med pripravami za to tekmovanje je 30. decembra 2016 v Brežicah opravil svoj krstni nastop na prijateljski tekmi proti selekciji Savdske Arabije. Svojo priložnost je nato dobil že na prvi tekmi prvenstva, ko je branil ob zmagi nad Angolo. Branil je ob prvem vratarju Matevžu Skoku na petih tekmah igranja v predtekmovanju, nato pa v bojih na izločanje branjenje prepustil drugemu vratarju Urbanu Lesjaku. Tako je bil soudeležen pri osvojitvi končnega tretjega mesta in bronaste medalje na tem turnirju, čeprav na odločilnih tekmah ni bil v postavi. Z reprezentanco Slovenije se je veselil tudi 4. mesta na Evropskem prvenstvu 2020 na Švedskem in Norveškem in na Olimpijskah igrah v Pariz 2024. 